# Coupe d'Afrique des nations de football 1968
Navigation
Tunisie 1965 Soudan 1970

La Coupe d'Afrique des nations de football 1968 a lieu en Éthiopie en janvier 1968. C'est la deuxième fois que l'Éthiopie accueille la compétition, six ans après l'édition 1962, qu'elle avait remportée. C'est à partir de cette année que la CAN prend définitivement son rythme bisannuel.
L'engouement pour la compétition et le nombre croissant d'équipes engagées fait évoluer le nombre de participants à la phase finale, qui passe de six à huit équipes. Deux d'entre elles sont qualifiées d'office : il s'agit de l'équipe d'Éthiopie de football, pays organisateur, et du Ghana, vainqueur de l'édition précédente. Les huit qualifiés sont répartis en deux poules de quatre équipes, dont les deux premiers accèdent aux demi-finales. Ce format va exister jusqu'à l'édition 1992.
C'est la République démocratique du Congo, qui remporte le trophée après avoir battu le double tenant du titre, le Ghana lors de la finale à Addis-Abeba sur le score d'un but à zéro. C'est le tout premier titre de champion d'Afrique pour les Congolais.
L'Éthiopie est la seule sélection à avoir pris part à toutes les éditions de la CAN depuis sa création. Cinq des six sélections présentes lors de l'édition précédente ont réussi à se qualifier pour la phase finale éthiopienne. À l'inverse, les équipes du Congo et d'Algérie participent là à leur première Coupe d'Afrique des nations.

## Tournoi final
Participants
| Pays                             | Qualification     | Participations                   |
| -------------------------------- | ----------------- | -------------------------------- |
| Éthiopie                         | Pays organisateur | 5 (1957, 1959, 1962, 1963, 1965) |
| Ghana                            | Tenant du titre   | 2 (1963, 1965)                   |
| Algérie                          | Tour préliminaire | Première participation           |
| République démocratique du Congo | Tour préliminaire | 1 (1965)                         |
| Ouganda                          | Tour préliminaire | 1 (1962)                         |
| Côte d'Ivoire                    | Tour préliminaire | 1 (1965)                         |
| Sénégal                          | Tour préliminaire | 1 (1965)                         |
| Congo                            | Tour préliminaire | Première participation           |

### Premier tour

#### Groupe A
- Matchs à Addis-Abeba :

| Rang | Équipe        | Pts | J | G | N | P | Bp | Bc | Diff |
| ---- | ------------- | --- | - | - | - | - | -- | -- | ---- |
| 1    | Éthiopie      | 6   | 3 | 3 | 0 | 0 | 6  | 2  | +4   |
| 2    | Côte d'Ivoire | 4   | 3 | 2 | 0 | 1 | 5  | 2  | +3   |
| 3    | Algérie       | 2   | 3 | 1 | 0 | 2 | 5  | 6  | -1   |
| 4    | Ouganda       | 0   | 3 | 0 | 0 | 3 | 2  | 8  | -6   |

1re journée
| 12 janvier 1968 | Éthiopie                | 2 - 1 | Ouganda | Stade d'Addis-Abeba, Addis-Abeba |  |
|                 | Asmerom · L.Vassalo pen |       | Ouma    |                                  |  |

| 12 janvier 1968 | Côte d'Ivoire             | 3 - 0 | Algérie | Stade d'Addis-Abeba, Addis-Abeba |
|                 | Bozon 15e · Pokou 25e 65e |       |         |                                  |

2e journée
| 14 janvier 1968 | Éthiopie        | 1 - 0 | Côte d'Ivoire | Stade d'Addis-Abeba, Addis-Abeba |
|                 | Gebre-Hiwot 86e |       |               |                                  |

| 14 janvier 1968 | Algérie                         | 4 - 0 | Ouganda | Stade d'Addis-Abeba, Addis-Abeba |
|                 | Lalmas 15e 25e 70e · Khalem 60e |       |         |                                  |

3e journée
| 16 janvier 1968 | Côte d'Ivoire  | 2 - 1 | Ouganda | Stade d'Addis-Abeba, Addis-Abeba |  |
|                 | Pokou · Manglé |       | Obua    |                                  |  |

| 16 janvier 1968 | Éthiopie                                        | 3 - 1 | Algérie    | Stade d'Addis-Abeba, Addis-Abeba |  |
|                 | Worku 16e · Agonafer 19e · L.Vassalo 27e (pen.) |       | 68e Lalmas |                                  |  |

#### Groupe B
- Matchs à Asmara

| Rang | Équipe                           | Pts | J | G | N | P | Bp | Bc | Diff |
| ---- | -------------------------------- | --- | - | - | - | - | -- | -- | ---- |
| 1    | Ghana                            | 5   | 3 | 2 | 1 | 0 | 7  | 4  | +3   |
| 2    | République démocratique du Congo | 4   | 3 | 2 | 0 | 1 | 6  | 3  | +3   |
| 3    | Sénégal                          | 3   | 3 | 1 | 1 | 1 | 5  | 5  | 0    |
| 4    | Congo                            | 0   | 3 | 0 | 0 | 3 | 2  | 8  | -6   |

1re journée
| 12 janvier 1968 | Ghana               | 2 - 2 | Sénégal                  | Asmara |  |
|                 | Kofi 63e · Mfum 87e |       | 10e Diongue · 65e Y.Diop |        |  |

| 12 janvier 1968 | République démocratique du Congo    | 3 - 0 | Congo | Asmara |
|                 | Muwawa 19e · Kabamba 27e (pen.) 51e |       |       |        |

2e journée
| 14 janvier 1968 | Sénégal                  | 2 - 1 | Congo       | Asmara |  |
|                 | Y. Diop 27e · Diouck 86e |       | 31e Foutika |        |  |

| 14 janvier 1968 | Ghana                      | 2 - 1 | République démocratique du Congo | Asmara |  |
|                 | Kofi 17e (pen.) · Mfum 84e |       | 42e Mokili                       |        |  |

3e journée
| 16 janvier 1968 | République démocratique du Congo | 2 - 1 | Sénégal | Asmara |  |
|                 | Mantantu · Tshimanga pen         |       | Diouck  |        |  |

| 16 janvier 1968 | Ghana       | 3 - 1 | Congo | Asmara |  |
|                 | Kofi · Mfum |       | Mbono |        |  |

### Demi-finales
| 19 janvier 1968 | Éthiopie                  | 2 - 3 a.p. | République démocratique du Congo | Stade d'Addis-Abeba, Addis-Abeba |  |
|                 | L.Vassalo 25e · Worku 65e |            | 3e Mantantu · 16e 100e Mungamuni |                                  |  |

| 19 janvier 1968 | Ghana                  | 4 - 3 | Côte d'Ivoire     | Stade d'Addis-Abeba, Addis-Abeba |  |
|                 | Mfum , · Sunday · Odoi |       | Pokou · pen Konan |                                  |  |

### Match pour la troisième place
| Entraîneur :  |
| Paul Gévaudan |

| Entraîneur :  |
| Paul Gévaudan |

### Finale
| Entraîneur :        |
| Karl-Heinz Marotzke |

| Entraîneur :   |
| Ferenc Csanádi |

| Entraîneur :        |
| Karl-Heinz Marotzke |

| Entraîneur :   |
| Ferenc Csanádi |

### Bilan par équipe
| Équipe                           | Matches | Victoires | Nuls | Défaites | BP | BC | Diff. | Progression             |
| -------------------------------- | ------- | --------- | ---- | -------- | -- | -- | ----- | ----------------------- |
| République démocratique du Congo | 5       | 4         | 0    | 1        | 10 | 5  | +5    | Vainqueur               |
| Ghana                            | 5       | 3         | 1    | 1        | 11 | 8  | +3    | Finaliste               |
| Côte d'Ivoire                    | 5       | 3         | 0    | 2        | 9  | 6  | +3    | Demi-finale (troisième) |
| Éthiopie                         | 5       | 3         | 0    | 2        | 8  | 6  | +2    | Demi-finale (quatrième) |
| Sénégal                          | 3       | 1         | 1    | 1        | 5  | 5  | 0     | Premier Tour            |
| Algérie                          | 3       | 1         | 0    | 2        | 5  | 6  | -1    | Premier Tour            |
| Ouganda                          | 3       | 0         | 0    | 3        | 2  | 8  | -6    | Premier Tour            |
| Congo                            | 3       | 0         | 0    | 3        | 2  | 8  | -6    | Premier Tour            |

## Équipe type de la compétition
| Gardien | Défenseurs | Milieux | Attaquants | Sélectionneur  |
| ------- | ---------- | ------- | ---------- | -------------- |
|         |            |         |            | Ferenc Csanádi |

## Meilleur buteur
- 6 buts :
  -  Laurent Pokou